# Guillaume de Roussillon
Guillaume de Roussillon (ou Rossillon), est un seigneur d'Annonay et de Roussillon du XIIIe siècle, issu de la famille seigneuriale de Roussillon.

## Biographie

### Origines
Guillaume de Roussillon appartient à une famille seigneuriale du Dauphiné. Son père, Aymar IV, seigneur d'Annonay, le nomme héritier en 1271 avant de décéder le 6 novembre 1272 : il faudra deux ans à Guillaume pour régler la succession. Il a pour frère notamment Aymar/Adhémar, archevêque de Lyon (1273-1283) et Amédée, évêque de Valence (1274-1281),.
Il désigne en 1275 son fils aîné Arthaud comme successeur. Leurs armes sont échiquetées d'or et d'azur, à la bordure de gueules, sur le tour et au centre de l'écu, la croix épiscopale.

### Croisé
Il est envoyé en 1275, à Saint-Jean-d'Acre capitale du Royaume de Jérusalem, comme envoyé du roi de France Philippe le Hardi et comme représentant des forces françaises chargées de maintenir l'ordre entre les factions chrétiennes qui s'entre-déchirent. La deuxième croisade de Louis IX est terminée à son arrivée depuis cinq ans déjà et il va connaitre un coup d'État en mai 1277 de la part de Charles d'Anjou (1227-1285), frère du roi Louis IX (1226-1270).
Avant son départ, il fait son testament le 11 août 1275.

### Mort et succession
Victime du complot fomenté par Charles d'Anjou et Guillaume de Beaujeu, le maître de l'Ordre du Temple, il n'en revint pas. La mission de Guillaume de Roussillon deviendra une affaire d'état à partir de décembre 1277.
L'archevêque de Lyon, Aymar/Adhémar, frère de Guillaume, devra intervenir en 1277 en faveur de Béatrix, en lui accordant l'usage du château de Vernay en Forez et en la plaçant sous l'assistance financière d'Arthaud. En 1290, Béatrix est légalement reconnue tutrice de ses enfants.
Arthaud agrandit en 1297 ses possessions par l'acquisition de terres d'Amédée de Savoie. Père de 8 enfants, il marie en 1304 sa fille Béatrix à Aymar, seigneur de Bressieux. Conseiller du Dauphin Jean, il est nommé gouverneur de Dauphiné en 1310. À sa mort en 1316, ses deux fils aînés Aymar d'Annonay et Guillaume, seigneur d'Ay et archidiacre de Besançon puis chanoine de Lyon, se disputeront la seigneurie d'Ay, conflit qu'il reviendra à son fils Humbert d'Annonay de régler de 1355 à 1369, après la mort d'Aymar.

## Famille
Guillaume de Roussillon épouse de Béatrix de la Tour du Pin. Ils ont six enfants :
- Artaud V, héritier ;
- Albert, ecclésiastique ;
- Guillaume, ecclésiastique ;
- Béatrix ;
- Alphonse ;
- Thivène.